# Târgu Bujor
Târgu Bujor város Galați megyében, Moldvában, Romániában. Bârladtól 56, a megyeszékhelytől, Galați-tól pedig 55 km-re helyezkedik el. Első írásos említése 1491-ből való.

## Népesség
A lakosság számának alakulása:
- 1977 – 7583 lakos
- 1992 – 7965 lakos
- 2002 – 7486 lakos

A népesség etnikai összetétele a 2002-es népszámlálási adatok alapján:
- Román: 7314 (97,70%)
- Roma: 172 (2,29%)

## Látnivalók
- A román hősi katonák emlékműve
- „Adormirea Măicii Domnului” - ortodox templom
- Történelmi és etnográfiai Múzeum

## Gazdaság
Jelentős bortermő vidék, jelenleg mintegy 4000 hektáron termesztik, a településen a szőlő termesztésével foglalkozó kutatóközpont található.

## Hírességek
- Lascăr Catargiu (1821 – 1899) - politikus
- Eremia Grigorescu (1869 – 1919) - tábornok, az I. Román Hadsereg vezetője
- Grigore Hagiu (1933 – 1985) - költő